# Wladislaw

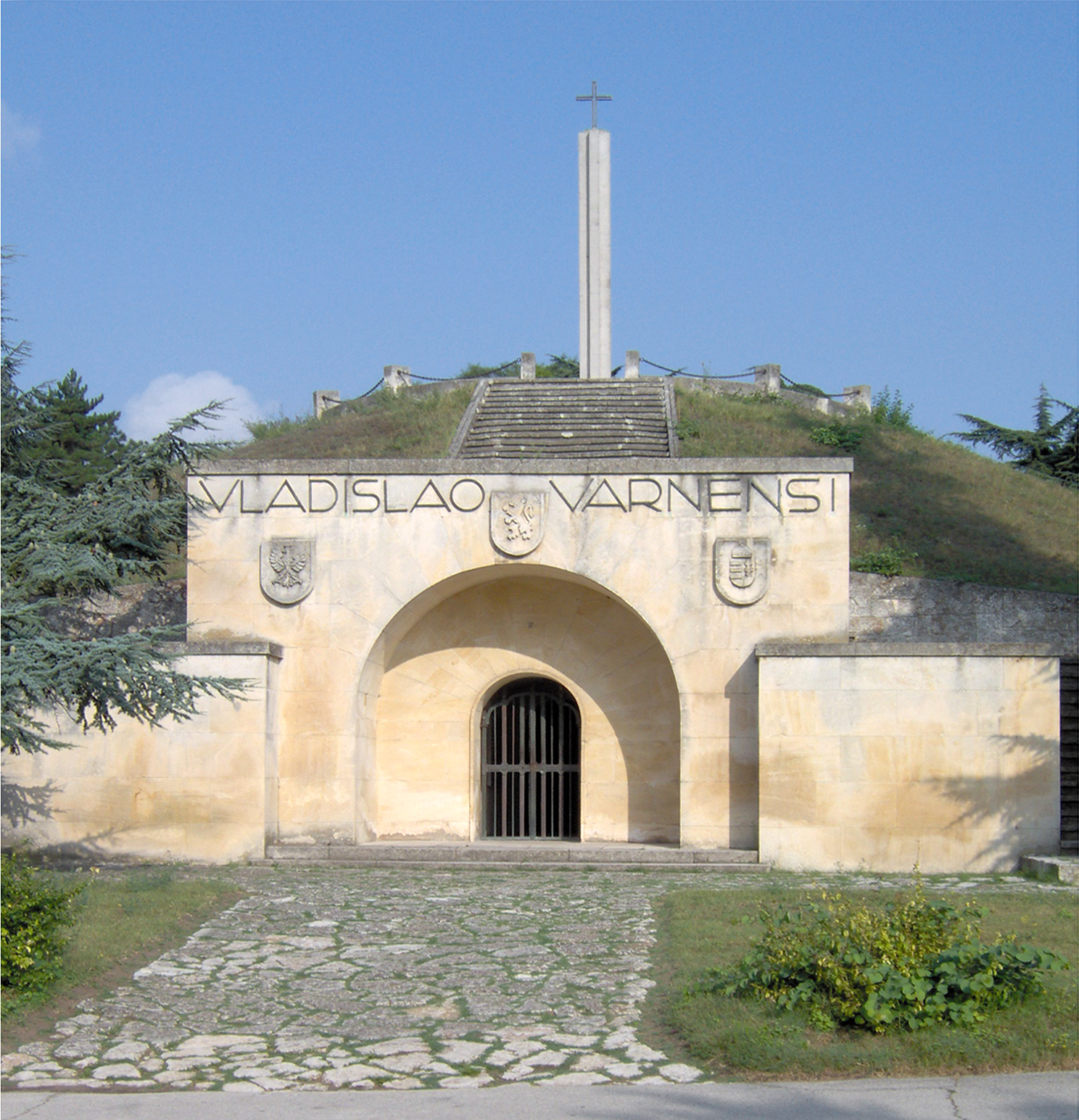
Ein Kenotaph zu Ehren von Władysław III. in Warna

Wladislaw (latinisiert Ladislaus) ist ein männlicher Vorname, der vor allem im slawischen Raum verbreitet ist.

## Namensvarianten
- Ladislao (italienisch, spanisch)
- Ladislau (rumänisch)
- Ladislaus (deutsch)
- Ladislav (kroatisch, slowakisch, tschechisch)
- László (ungarisch)
- Ulászló (ungarisch)
- Vladislav (kroatisch, rumänisch, slowakisch, tschechisch)
- Vladislavas (litauisch)
- Vladislovas (litauisch)
- Wladislaus
- Wladislaw (Владислав) (bulgarisch, russisch, serbisch)
- Wladyslaw (Владислав) (ukrainisch)
- Władysław (polnisch)
- Włodzisław (polnisch)
- Wolodyslaw (Володислав) (ukrainisch)
- Uladzislaŭ  (Уладзіслаў) (belarussisch)

Kurzformen
- Laci (ungarisch)
- Lado (polnisch)
- Wlad (Влад) (russisch, ukrainisch)
- Władek (polnisch)
- Wladik (Владик) (russisch)
- Wladyk (Владик) (ukrainisch)
- Władzio (polnisch)

### Weibliche Namensformen
- Ladislava (slowakisch, tschechisch)
- Wladislawa (Владислава) (russisch)
- Wladyslawa (Владислава) (ukrainisch)
- Władysława (polnisch)

## Herkunft
Der Name ist slawischen Ursprungs und bedeutet wörtlich übersetzt „Macht und Ruhm“ (vgl. polnisch „władza“ (Herrschaft, Macht, Gewalt) und „sława“ (Ruhm)). Eine Theorie besagt, dass der Name ursprünglich aus dem Bulgarischen entlehnt wurde. In Bulgarien ist der Name Wladislaw zum ersten Mal für den Zaren Iwan Wladislaw (1015–1018) historisch belegt. Später gelangte der Name nach Ungarn und über Polen ins Tschechische. Im polnischen Sprachgebrauch wird meist die Namensform Władysław (Ausspracheⓘ) verwendet, es existiert auch die alternative Form Włodzisław. Welche der beiden polnischen Formen zuerst benutzt wurde, ist nicht bekannt. Ladislaus kam früher als Heiligenname auch vereinzelt in Deutschland vor.

## Namenstage
Wladislaws Namenstage sind am 2. April, 27. Juni (Hl. Ladislaus), 25. September, 25. November und am 13. Dezember.

## Berühmte Namensträger

### Herrscher
Bulgarien
- Iwan Wladislaw (1015–1018) König von Bulgarien

Ungarn:
- Ladislaus I. (László I.) (1048–1095), König von Ungarn, Herzog von Nitra;
- Ladislaus II. (László II., 1131–1163), (Gegen-)König von Ungarn;
- Ladislaus III. (László III.) († 1205), König von Ungarn;
- Ladislaus IV. (László IV.) (1262–1290), König von Ungarn;
- Ladislaus V. (László V.), König von Böhmen und Ungarn;
- Władysław I. (Ulászló I.), König von Polen und Ungarn;
- Vladislav II. (Ulászló II.), König von Böhmen und Ungarn;

Böhmen
- Vladislav I. (um 1070–1125), Herzog von Böhmen;
- Vladislav II. († 1174), König von Böhmen, der I.;
- Vladislav Heinrich (um 1160–1220), Herzog von Böhmen;
- Ladislaus Postumus (1440–1457), König von Böhmen und Ungarn;
- Vladislav II. (1456–1516), König von Böhmen und Ungarn;

Polen:
- Władysław I. Herman (um 1043–1102), Herzog von Polen;
- Władysław II. der Vertriebene (1105–1159), Herzog von Polen;
- Władysław III. Dünnbein (1161–1231), Herzog von Polen;
- Władysław der Krumme (ca. 1303 – ca. 1352), Herzog der kujawischen Piasten;
- Władysław I. (Płock) (* zwischen 1398 und 1411; † 1455), Herzog in Masowien;
- Władysław II. (Płock)  (* 1448; † 1462), Herzog in Masowien;
- Władysław I. Ellenlang, Herzog von Polen, König von Polen, der I.;
- Władysław II. Jagiełło, König von Polen und Großfürst von Litauen;
- Władysław III. von Warna, König von Polen, Ungarn, Kroatien und Großfürst von Litauen;
- Władysław IV. Wasa, König von Polen und Großfürst von Litauen;

- Władysław, Herzog von Großpolen (1190–1239)
- Władysław, Herzog von Kujawien (1327–1388)

Schlesien:
- Wladislaus I., Herzog von Oppeln (1225–1281/82)
- Wladislaus II., Herzog von Oppeln (1326/32–1401)
- Wladislaus, Herzog von Teschen (1420–1460)
- Wladislaus (Teschen-Auschwitz), Herzog von Auschwitz (1280–1321/22)
- Wladislaus, Herzog von Beuthen († 1352)
- Wladislaus, Herzog von Liegnitz (1296–1352)
- Wladislaus (Teschen-Zator), Herzog von Zator († 1394)

Serbien:
- Stefan Vladislav († nach 1264), König von Raszien

Neapel:
- Ladislaus (Neapel) (1376–1414), König von Neapel, Titularkönig von Jerusalem

### Geistliche
- Wladislaw von Schlesien (1237–1270), Bischof von Bamberg und Passau, Erzbischof von Salzburg

### Sonstige Persönlichkeiten

#### Ladislau
- Ladislau de Souza Mello Netto (1838–1894), brasilianischer Botaniker und Museumsdirektor

#### Ladislaus
- Ladislaus Esterházy (auf Ungarisch: Esterházy László) (1626–1652), ungarischer Feldherr
- Ladislaus Hunyadi (auf Ungarisch: Hunyadi László) (1433–1457), ungarischer Staatsmann und Krieger (der Bruder des ungarischen Königs Hunyadi Mátyás)
- Ladislaus Kmoch (1897–1971), österreichischer Karikaturist und Comiczeichner
- Ladislaus Löb (1933–2021), Schweizer Germanist und Überlebender des KZ Bergen-Belsen
- Ladislaus Sunthaym (um 1440–1512/13), deutscher Historiker und Geograph
- Ladislaus Weiss (1946–2020), deutscher Kunstmaler
- Ladislaus Winterstein (1905–1964), deutscher Politiker

#### Ladislav
- Ladislav Fialka (1931–1991), tschechoslowakischer Pantomime und Schauspieler
- Ladislav Grosman (1921–1981), tschechoslowakischer Schriftsteller
- Ladislav Křiváček (1940–1989), tschechoslowakischer Schauspieler
- Ladislav Pazdera (* 1989), tschechischer Musiker
- Ladislav Pejačević (1824–1901), kroatischer Adliger und Politiker, Ban (Vizekönig) von Kroatien und Slawonien 1880–1883
- Ladislav Šimůnek (1916–1969), tschechoslowakischer Fußballspieler
- Johann Ladislaus Dussek (1760–1812), tschechisch: Jan Ladislav Dussek, böhmischer Komponist
- Ladislav Dluhoš (* 1965), tschechischer Skispringer

#### Vladislav
- Vladislav Broda (* 1964), deutscher Tischtennisspieler
- Vladislav Petković Dis (1880–1917), serbischer Dichter

#### Wladislaw
- Wladislaw Glebowitsch Axelrod (* 1972), russischer Schachspieler
- Wladislaw Felizianowitsch Chodassewitsch (1886–1939), russischer Schriftsteller
- Wladislaw Jurjewitsch Bobrik (* 1971), russischer Radsportler
- Wladislaw Borissowitsch Galkin (1971–2010), russischer Schauspieler
- Wladislaw Borissowitsch Kormschtschikow (* 1967), russischer Ski-Orientierungsläufer
- Wladislaw Nikolajewitsch Listjew (1956–1995), russischer Journalist
- Wladislaw Jewgenjewitsch Namestnikow (* 1992), russischer Eishockeyspieler
- Wladislaw Jurjewitsch Surkow (* 1964), russischer Politiker
- Wladislaw Alexandrowitsch Tretjak (* 1952), russischer Eishockeytorhüter
- Wladislaw Nikolajewitsch Wolkow (1935–1971), russischer Kosmonaut

#### Wladyslaw
- Wladyslaw Heraskewytsch (* 1999), ukrainischer Skeletonfahrer

#### Władysław
- Władysław Anders (1892–1970), polnischer General und Politiker
- Władysław Bartoszewski (1922–2015), polnischer Historiker, Publizist und Politiker
- Władysław Filipowiak (1926–2014), polnischer Archäologe und Prähistoriker
- Władysław Gomułka (1905–1982), von 1956 bis 1970 Generalsekretär der kommunistischen Regierungspartei
- Władysław Komar (1940–1998), polnischer Leichtathlet
- Władysław Kosiniak-Kamysz (* 1981), polnischer Arzt und Politiker
- Władysław Krajewski (1841–1901), polnischer Sportmediziner
- Władysław Narkiewicz (* 1936), polnischer Mathematiker
- Władysław Orlicz (1903–1990), polnischer Mathematiker
- Władysław Pasikowski (* 1959), polnischer Regisseur und Drehbuchautor
- Władysław Podkowiński (1866–1895), polnischer Impressionist
- Władysław Raczkiewicz (1885–1947), von 1939 bis 1947 polnischer Staatspräsident
- Władysław Raginis (1908–1939) war ein polnischer Hauptmann der Armee in den ersten Tagen des Zweiten Weltkriegs
- Władysław Reymont (1867–1925), polnischer Schriftsteller und Literaturnobelpreisträger
- Władysław Rubin (1917–1990), polnischer Kardinal
- Władysław Sikorski (1881–1943), polnischer Premierminister und Offizier
- Władysław Ślebodziński (1884–1972), polnischer Mathematiker
- Władysław Starewicz (1882–1965), Begründer des Puppentrickfilms
- Władysław Szpilman (1911–2000), polnischer Pianist
- Władysław Witwicki (1878–1948), polnischer Psychologe, Philosoph, Übersetzer, Philosoph und Historiker
- Władysław Żeleński (1837–1921), polnischer Komponist
- Władysław Żmuda (* 1954), polnischer Fußballspieler und -trainer
- Władysław Żytkowicz (1907–1977), polnischer Skisportler

#### Władziu
- Władziu Valentino Liberace